# Stanisław Zachorowski
Stanisław Zachorowski (ur. 6 lipca 1885, zm. 21 grudnia 1918 w Krakowie) – polski historyk prawa, mediewista, nauczyciel akademicki Wydziału Prawa i Nauk Społeczno-Ekonomicznych Katolickiego Uniwersytetu Lubelskiego.

## Życiorys
Był uczniem Karola Potkańskiego i Bolesława Ulanowskiego. Ukończył studia prawnicze na Uniwersytecie Jagiellońskim. Habilitował się w 1912. Specjalizował się w średniowiecznym prawie polskim i prawie kościelnym.
Wydawca Statutów synodalnych krakowskich Zbigniewa Oleśnickiego (1915). Współautor (obok Jana Dąbrowskiego i Romana Grodeckiego) Dziejów Polski średniowiecznej, które zostały opublikowane już po jego śmierci (wyd. I w 1926). Autor rozprawy Węgierskie i polskie osadnictwo Spiżu do połowy XIV wieku, w: Rozprawy Akademii Umiejętności, Wydział Hist.-filoz., t. 52, Kraków 1909.

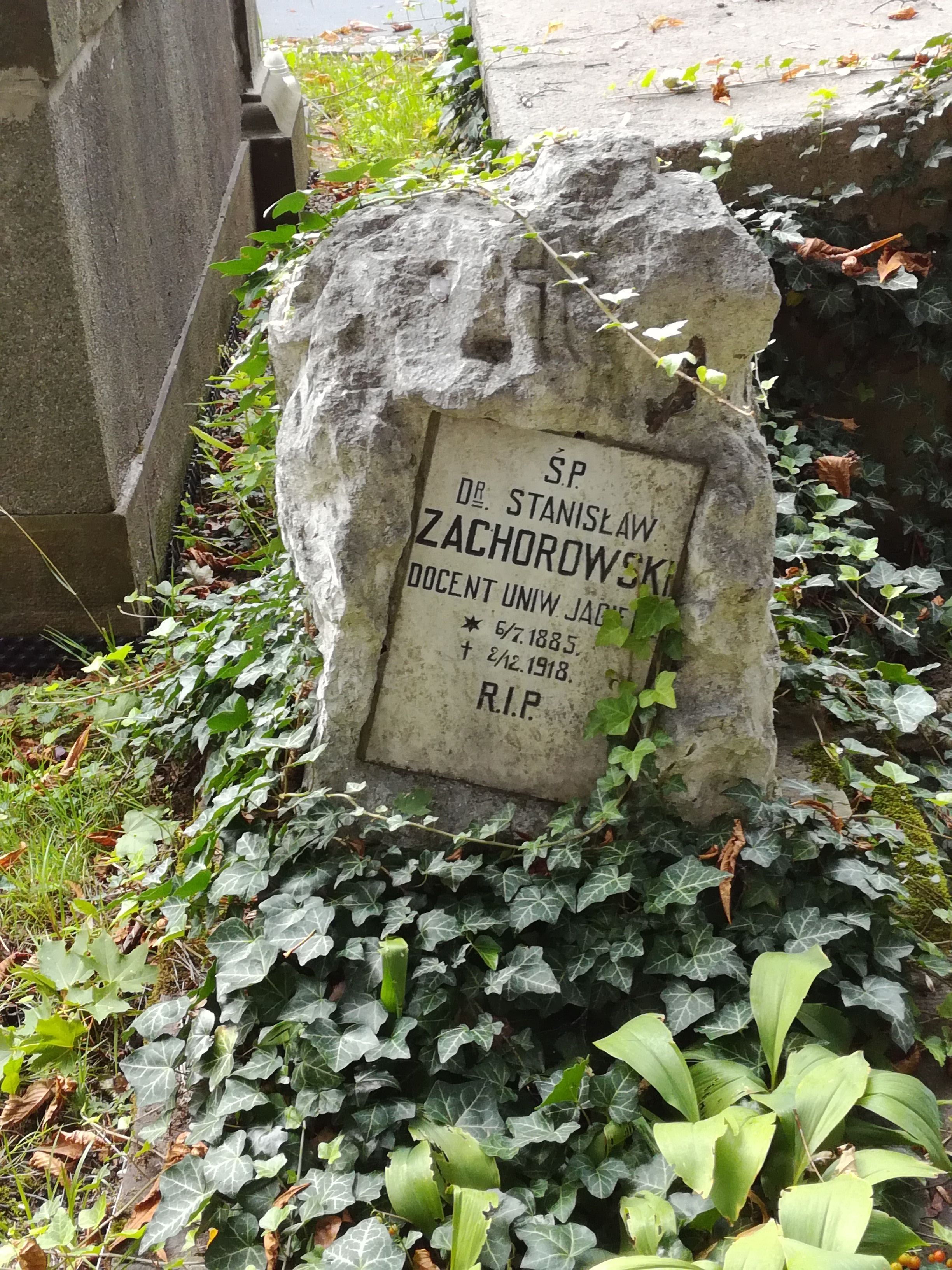
Grób prof. Stanisława Zachorowskiego na cmentarzu Rakowickim

Zmarł przedwcześnie w 1918 na grypę hiszpankę. Pochowany na cmentarzu Rakowickim w Krakowie (pas 24 zach.).